# Lau Pa Sat

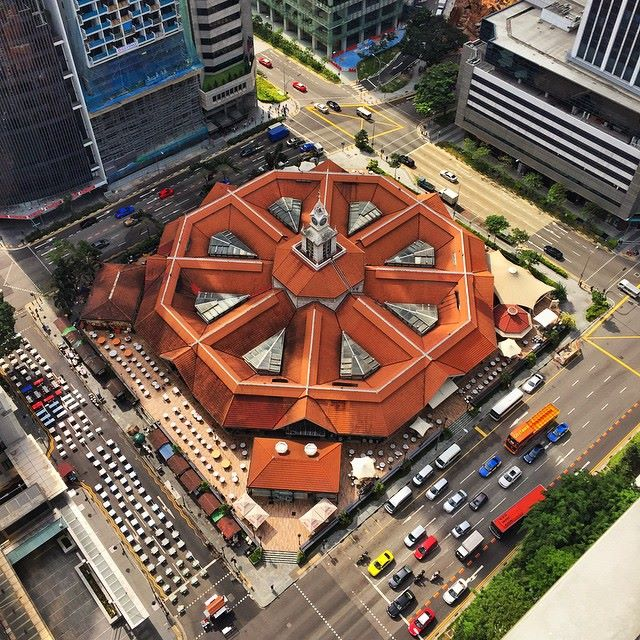
Lau Pa Sat de cima

Lau Pa Sat (em chinês:  老巴刹; pinyin: Lǎo Bāshā, transliteração: Old Market), também conhecido como Telok Ayer Market (em malaio:  Pasar Telok Ayer; em chinês:  直落亚逸巴刹), é um edifício histórico localizado no centro da cidade na Área Central de Singapura. Foi construído pela primeira vez em 1824 como um mercado de peixe à beira-mar, servindo ao povo da Singapura colonial e reconstruído em 1838. Foi então realocado e reconstruído no local atual em 1894. Atualmente é uma praça de alimentação com barracas que vendem uma variedade de pratos da culinária local.
O mercado continua sendo uma das estruturas vitorianas mais antigas do Sudeste Asiático e uma das primeiras estruturas construídas em ferro fundido pré-fabricado na Ásia. É também o único mercado remanescente que atendia os moradores do distrito central do início de Singapura.

## Etimologia
Telok Ayer Market (em malaio:  Pasar Telok Ayer; em chinês:  直落亚逸巴刹) é nomeado após Telok Ayer Bay. No início do século XIX, o mercado era um simples edifício de madeira localizado sobre estacas logo acima das águas da Baía de Telok Ayer antes que o trabalho de recuperação de terras enchesse a baía. O nome malaio Telok Ayer significa "água da baía", e a então estrada costeira Telok Ayer Street estava localizada ao longo da baía antes do início dos trabalhos de recuperação de terras em 1879.
Lau Pa Sat (chinês: 老巴刹, pinyin: Lǎo Bāshā) significa "mercado antigo" no vernáculo chinês de Singapura. Lau (老) significa velho; pa sat é a pronúncia hokkien da palavra emprestada persa "bazaar" (mercado), que é pasar em malaio. O mercado original de Telok Ayer era um dos mercados mais antigos de Singapura; um novo mercado chamado Ellenborough Market foi construído mais tarde ao longo da Ellenborough Street (agora o local do shopping The Central, próximo à Tew Chew Street), e esse mercado ficou conhecido pelos locais como o "new market" (Pasar Baru ou Sin Pa Sat), enquanto o Telok Ayer Market, por sua vez, ficou conhecido coloquialmente como o "old market" ou Lau Pa Sat.

## História

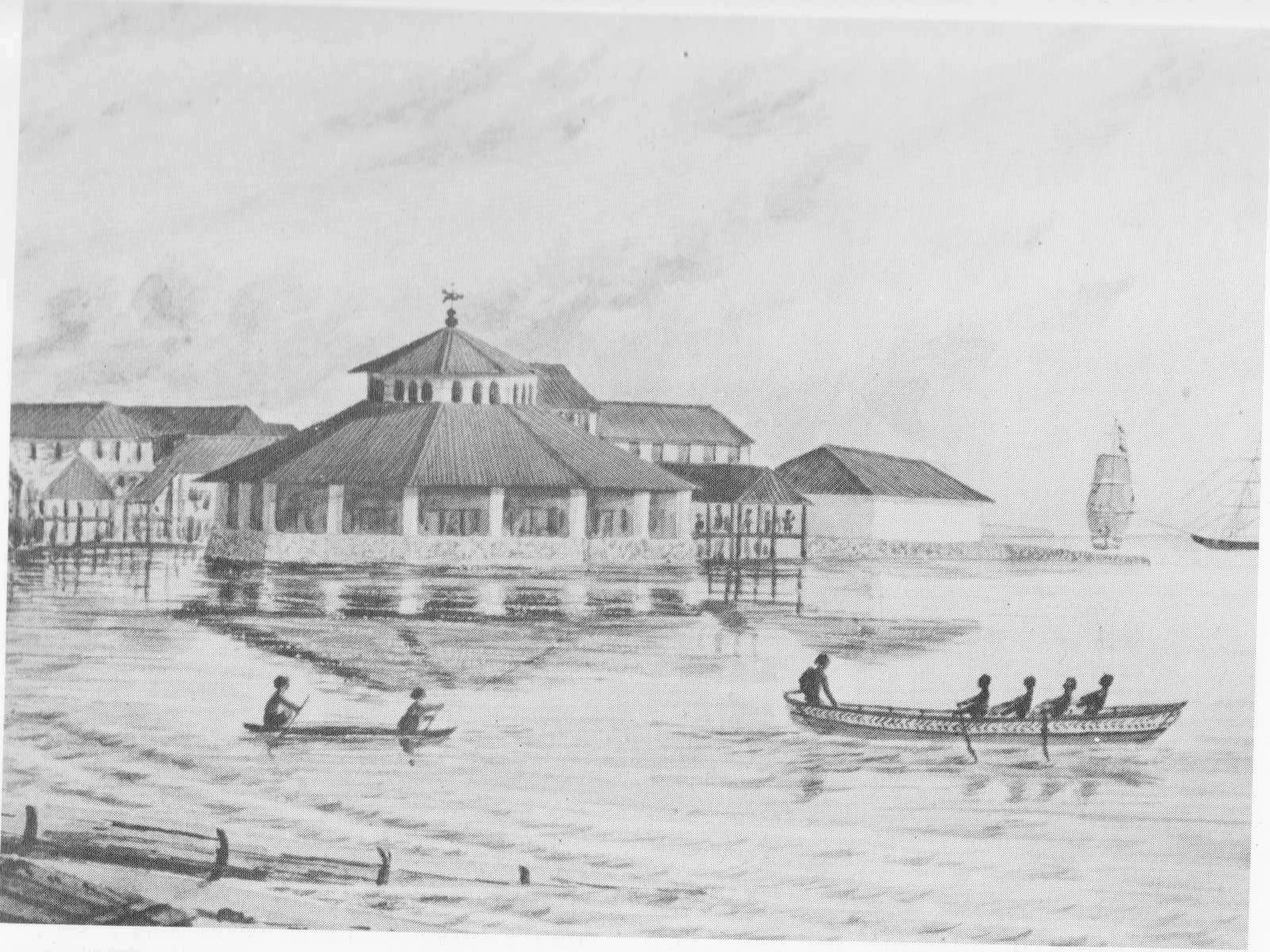
O antigo mercado Telok Ayer à beira-mar, projetado por George Drumgoole Coleman em Telok Ayer Bay. Detalhes de uma pintura de 1847 de John Turnbull Thomson. A extensão do mercado de peixe é visível atrás do mercado principal.

O primeiro mercado construído em Singapura, um mercado de peixes, estava localizado na margem sul do Rio Singapura perto do extremo norte da Market Street. Em 4 de novembro de 1822, como parte de seu plano geral de remodelar a cidade, Stamford Raffles emitiu uma instrução para transferir o mercado de peixe para Telok Ayer.
A construção do Telok Ayer Market começou em 1823 sob a supervisão do policial Francis James Bernard em um local no extremo sul da Market Street na Telok Ayer Bay. O mercado, uma estrutura de madeira e atap, foi inaugurado em 1824. Foi construído à beira-mar com parte de sua estrutura estendida até o mar, de modo que os resíduos do mercado podem ser levados pelas marés e os produtos podem ser carregados ou descarregados diretamente dos barcos por meio de molhes. No entanto, o edifício não foi bem construído – as estacas de madeira sobre as quais o edifício foi colocado não eram resistentes o suficiente e precisavam ser substituídas logo após a conclusão. Seu telhado atap também não estava em conformidade com as normas de construção e, portanto, foi substituído por telhas. No entanto, a estrutura não era forte o suficiente para suportar um telhado de telha e estava em perigo de colapso, e teve que ser substituída por atap novamente em 1827, independentemente do regulamento de incêndio. O edifício foi reparado repetidamente, mas em 1830, a estrutura foi considerada em "estado extremamente inseguro" e precisava ser reconstruída. Um mercado temporário foi erguido em 1832, enquanto um prédio mais novo aguardava a construção.
A construção de um novo mercado, projetado pelo arquiteto George Drumgoole Coleman, começou no mesmo local em 1836 e foi concluído em 1838. Coleman produziu um edifício octogonal com colunas ornamentais na entrada. O edifício tinha o dobro da área do mercado mais antigo e era formado por um tambor externo e interno, com a colunata do tambor externo deixando entrar a luz, mas também abrigando do sol e da chuva. Este edifício foi construído em dois anéis octogonais de pilares de tijolos, que suportavam uma estrutura de 125 pés de diâmetro e um tambor interno de 40 pés de diâmetro. Tal como a estrutura anterior, sofreu com a exposição às monções e ao mar e, logo após a sua construção, surgiram preocupações quanto à sua segurança, sendo necessário reparar o mercado. Em 1841, o mercado foi ampliado em um lado do edifício principal sob a supervisão do empreiteiro Denis McSwiney com a construção de um novo mercado de peixe. Essa nova estrutura era um longo galpão aberto, e mais tarde foi ampliada para ficar mais ou menos paralela aos dois lados do mercado octogonal. A extensão ajudaria a proteger o mercado principal, servindo como um quebra-mar para reduzir a força das ondas e do surf de leste. Apesar das preocupações com sua segurança por muitos anos, permaneceu por mais de 40 anos até ser demolida quando a terra foi recuperada na Baía de Telok Ayer. A proeminência do mercado à beira-mar fez do edifício um marco do início de Singapura.

### Realocação

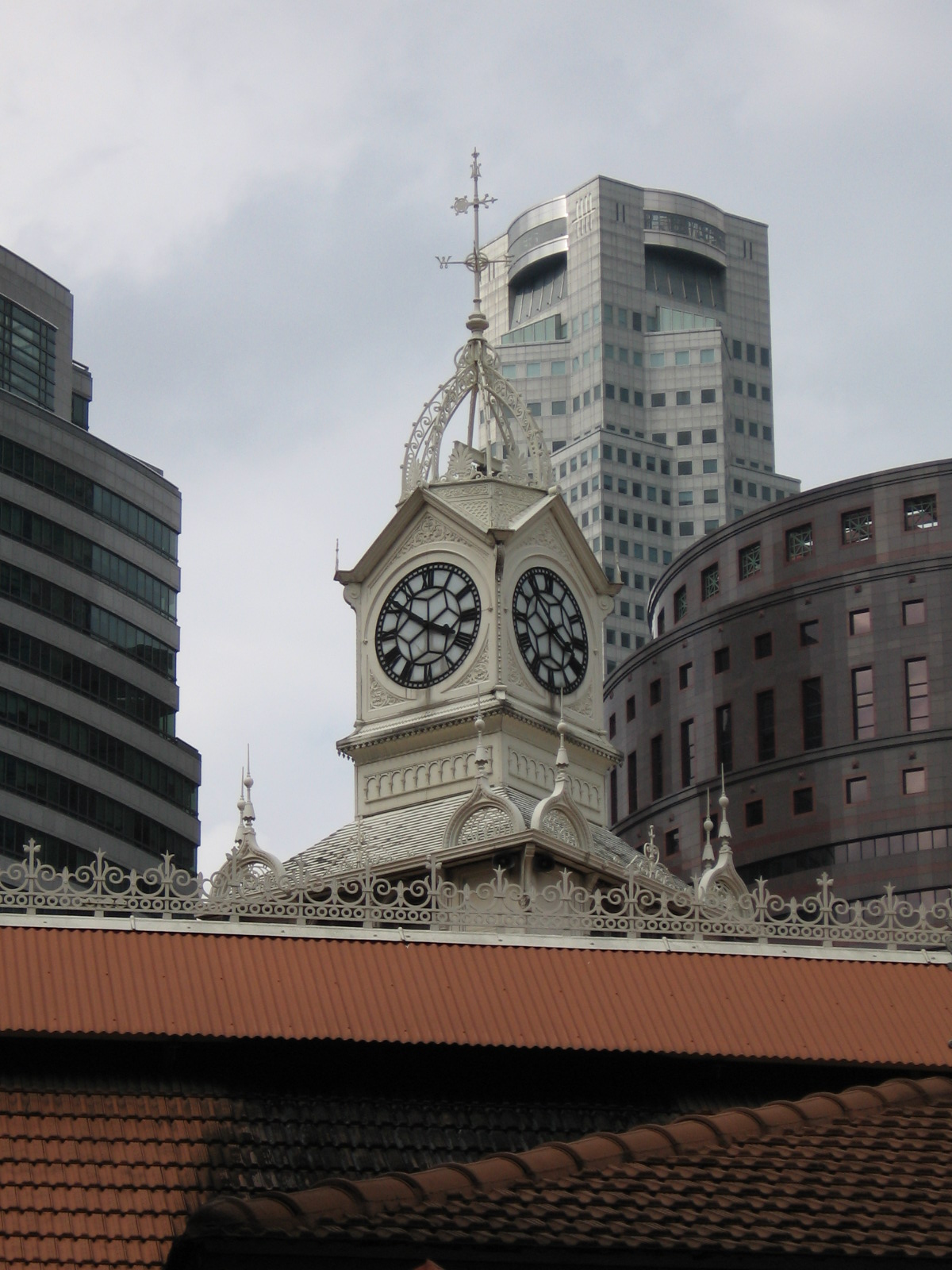
A distinta torre do relógio do Telok Ayer Market, incorporando o relógio de carrilhão instalado em 1991

Em 1879, começaram os trabalhos de recuperação de terras em Telok Ayer Bay para criar a terra em que a Robinson Road está agora localizada. A terra recentemente recuperada, onde agora se encontra o mercado atual, foi declarada pronta para uso em 1890, e a construção de um novo mercado foi iniciada. O mercado foi certificado como concluído em 1º de março de 1894, e a Market Street foi estendida para o novo local. O novo edifício, que cobre uma área de 55.000 pés quadrados, foi projetado pelo engenheiro municipal James MacRitchie (que também projetou o reservatório MacRitchie). MacRitchie adotou a forma octogonal do projeto original de Coleman e usou pilares de ferro fundido para apoiar o edifício. O trabalho de ferro fundido custou £ 13.200 e foi enviado de Glasgow pela P&W MacLellan, que também forneceu o ferro para a Ponte Cavenagh em 1868. As grandes colunas de ferro fundido que sustentam a estrutura levam a marca do fabricante de W. MacFarlane and Co., também de Glasgow. A estrutura de ferro foi erguida pela Riley Hargreaves & Co. (agora United Engineers) a um custo de US$ 14.900, enquanto o empreiteiro Chea Keow lançou as bases por US$ 18.000. Este edifício, que é o actual ainda de pé, situava-se junto à marginal e servia de mercado geral, mas ligado por uma ponte a um mercado de peixe construído sobre o mar. No entanto, outras recuperações de terras no século 20 significaram que o edifício octogonal está agora a alguma distância da costa.[carece de fontes?]

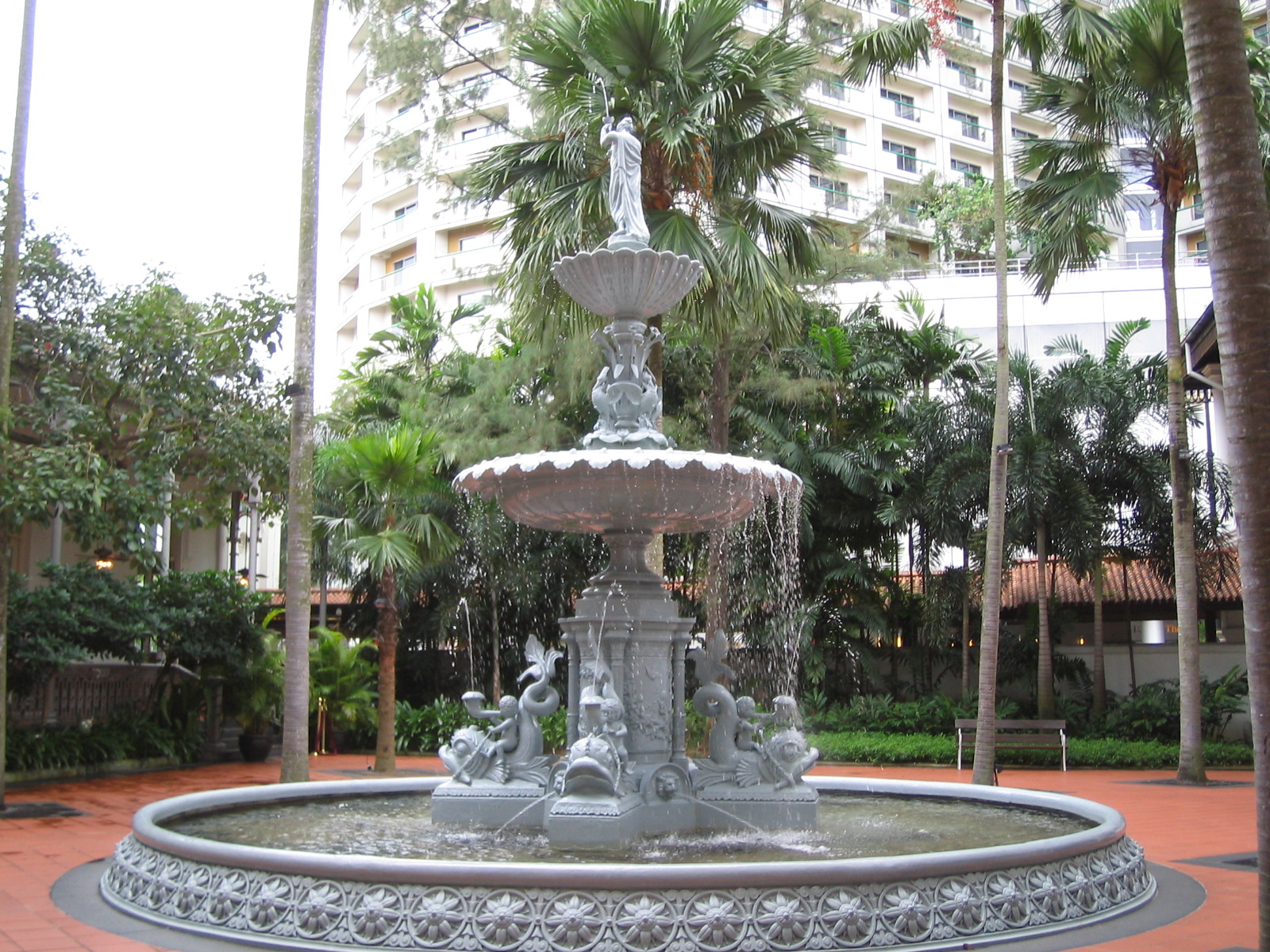
Esta fonte foi originalmente colocada no centro do mercado Telok Ayer. Mais tarde, foi transferido para o Orchard Road Market, e agora está localizado no Raffles Hotel

Uma fonte de ferro fundido foi originalmente colocada no centro do mercado sob a torre do relógio, mas em 1902 a fonte foi transferida para a frente do agora demolido Orchard Road Market. A fonte foi transferida novamente em 1930 para o Grand Hotel em Katong, e mais tarde desmontada e esquecida. Foi redescoberto em pedaços em 1989 por uma equipe responsável pelas obras de restauração do Raffles Hotel. A fonte já foi remontada e restaurada, e agora forma a peça central do Palm Garden no Raffles Hotel.

### Como praça de alimentação
No início da década de 1970, a área ao redor do Telok Ayer Market — Shenton Way, Robinson Road, Cecil Street e Raffles Place — havia se transformado em um importante distrito comercial e financeiro de Singapura, e um mercado úmido não era mais considerado adequado para a área. Em 1972, o mercado foi convertido em um centro de vendedores ambulantes. No entanto, o valor histórico e arquitetônico do Telok Ayer Marker foi reconhecido e foi declarado monumento nacional em 28 de junho de 1973.
Em 1986, o mercado foi fechado para permitir a construção de uma nova linha de Mass Rapid Transit (MRT) que passa por baixo do edifício. O edifício foi desmontado e seus suportes de ferro fundido foram armazenados em Jurong. Uma vez que o projeto de colocação de trilhos foi concluído, o Telok Ayer Market foi reconstruído no final dos anos 1980.
Em 1989, o mercado foi oficialmente renomeado como Lau Pa Sat, o nome vernacular que a maioria dos cingapurianos usava para se referir ao mercado.
Uma grande reforma de Lau Pa Sat, que custou US$ 4 milhões e durou 9 meses, começou em 1º de setembro de 2013. O layout das barracas foi reconfigurado na reforma, reduzindo o número de barracas, mas aumentando o número de assentos. Melhor ventilação com oito ventiladores de teto industriais também foi instalado. Reabriu em 30 de junho de 2014.
Lau Pa Sat passou por uma pequena reforma em 2020. Em novembro de 2020, parte do Lau Pa Sat abriu parcialmente para um novo refeitório – Food Folks com cerca de 7.000 pés quadrados – o primeiro espaço misto de F&B e varejo com foco local de Singapura. O resto de Lau Pa Sat reabriu em 2021.

## Arquitetura

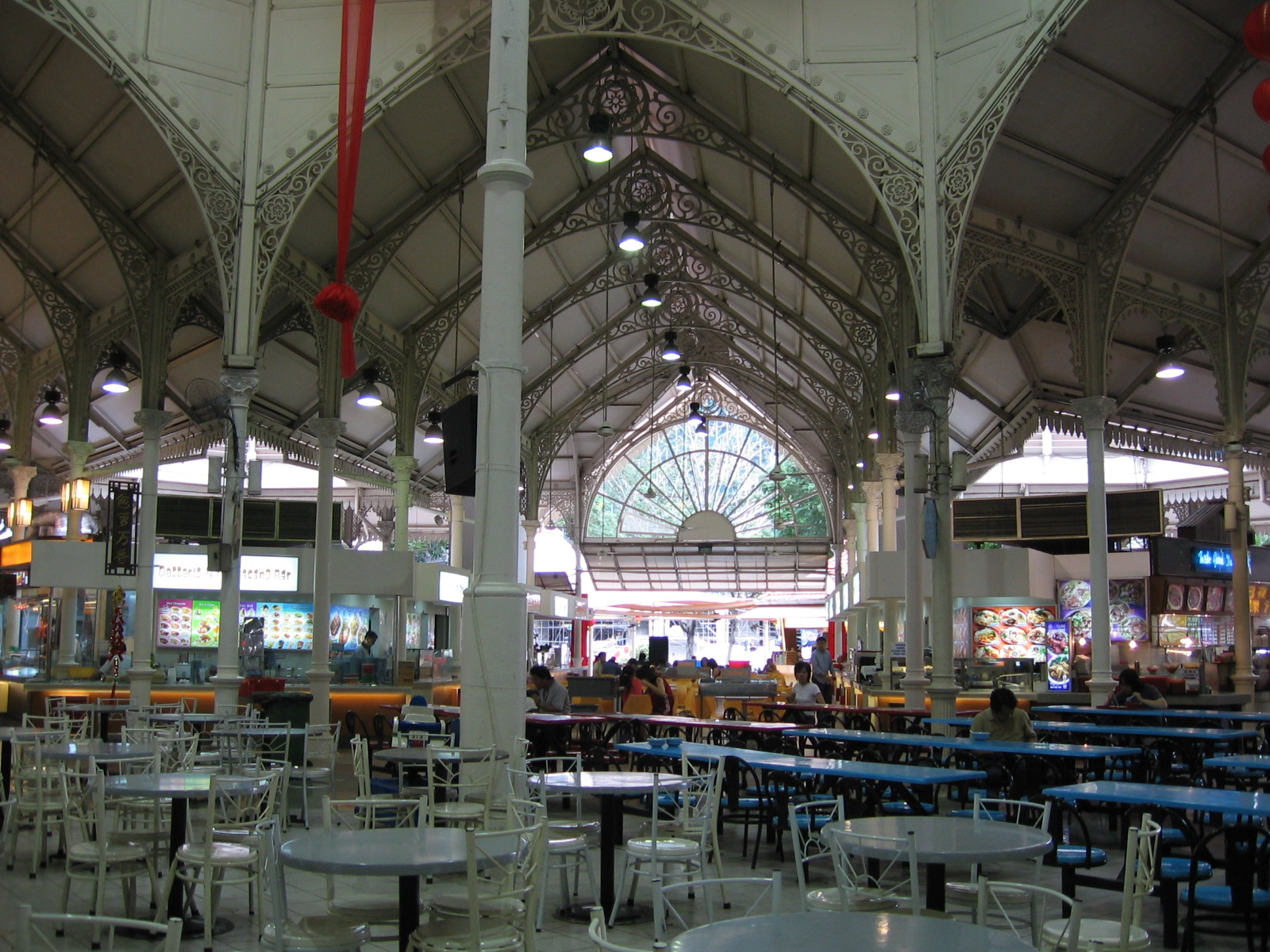
As intrincadas estruturas de telhado e coluna do Lau Pa Sat são tipicamente vitorianas.

A estrutura octogonal de ferro fundido única de Lau Pa Sat foi projetada por James MacRitchie, que adotou a forma octogonal original de George Drumgoole Coleman para o mercado mais antigo. As estruturas de ferro fundido foram criadas por Walter MacFarlane & Company, uma fundição de ferro em Glasgow, Escócia. Estes foram então enviados para Singapura e montados em sua localização atual pela Riley Hargreaves & Co. O uso de peças pré-fabricadas de ferro fundido para a estrutura, bem como por razões decorativas, é tipicamente vitoriana e popular na Grã-Bretanha. após a construção do Palácio de Cristal de Joseph Paxton.
Uma lanterna é colocada no centro, permitindo que a luz do dia ilumine o interior. A lanterna é encimada por uma torre de relógio instalada em 1991, e há um conjunto de carrilhões que produzem melodias chinesas, malaias e indianas. Os 23 sinos de bronze holandeses são tocados por um jacquemart (figura de um batedor de sino) vestido como um coolie.

## Imagens
As fotografias do Lau Pa Sat renovado estão abaixo.

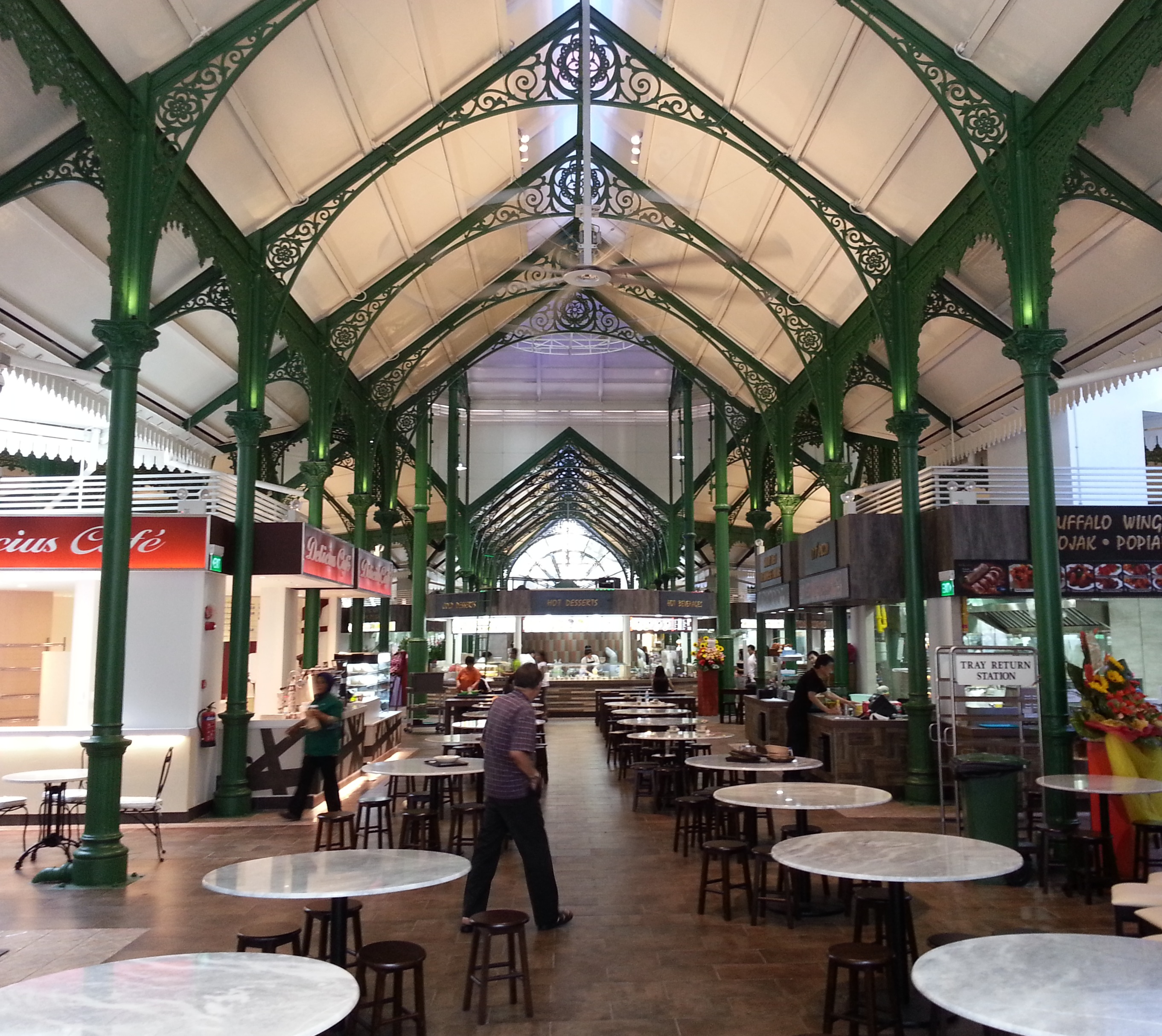
Vista interna
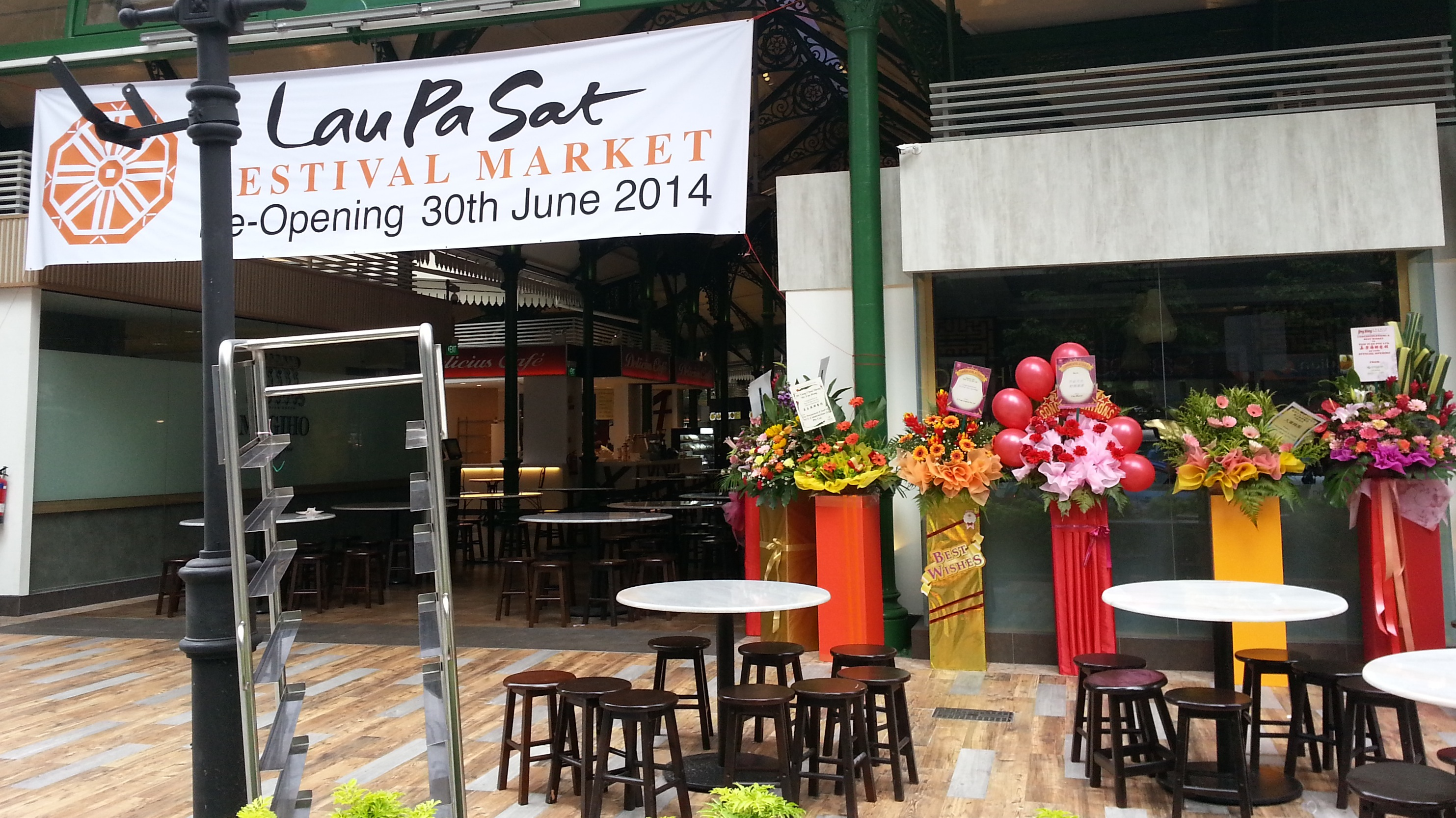
Reabertura da praça de alimentação após reforma
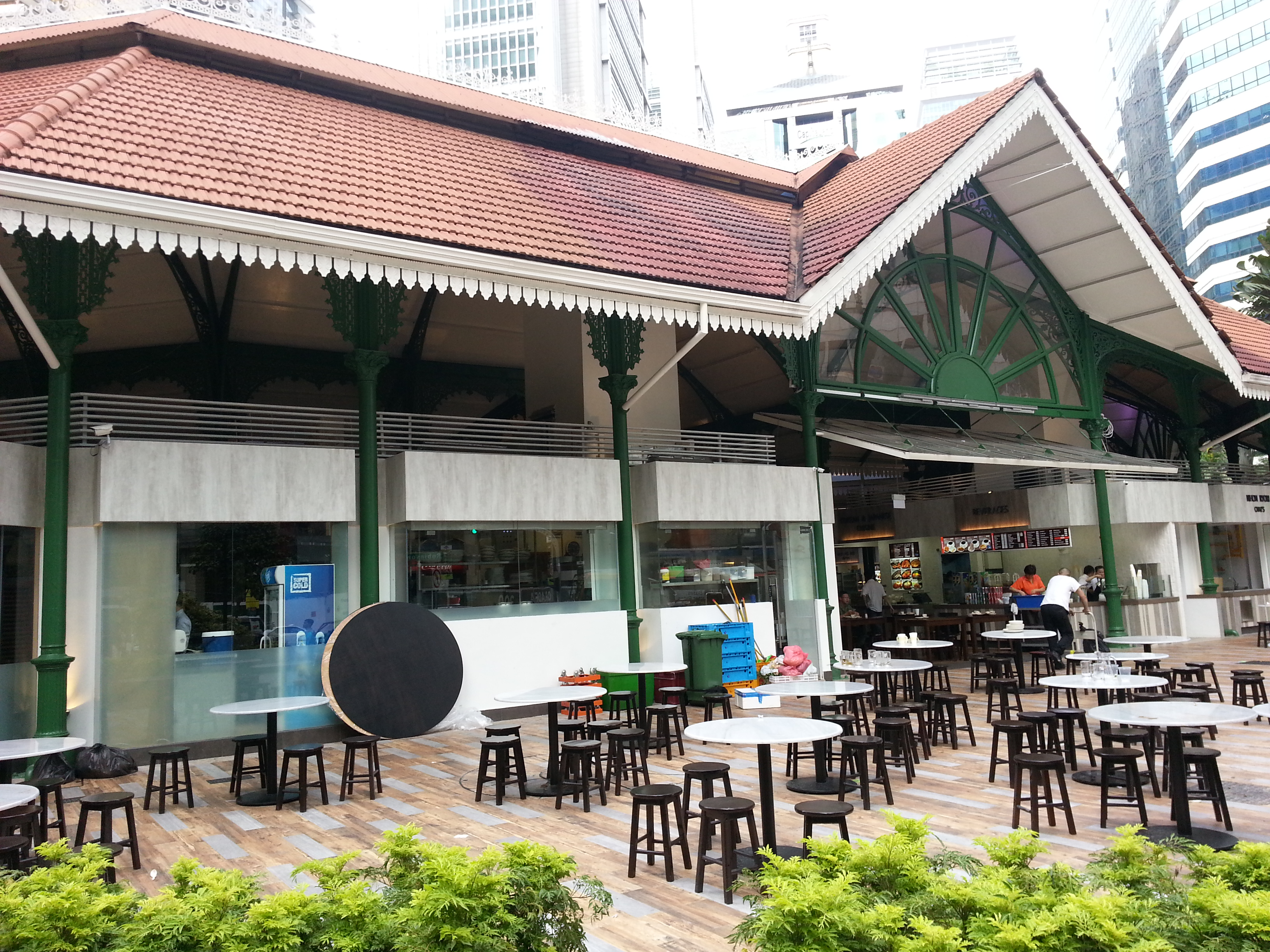
Assentos do lado de fora
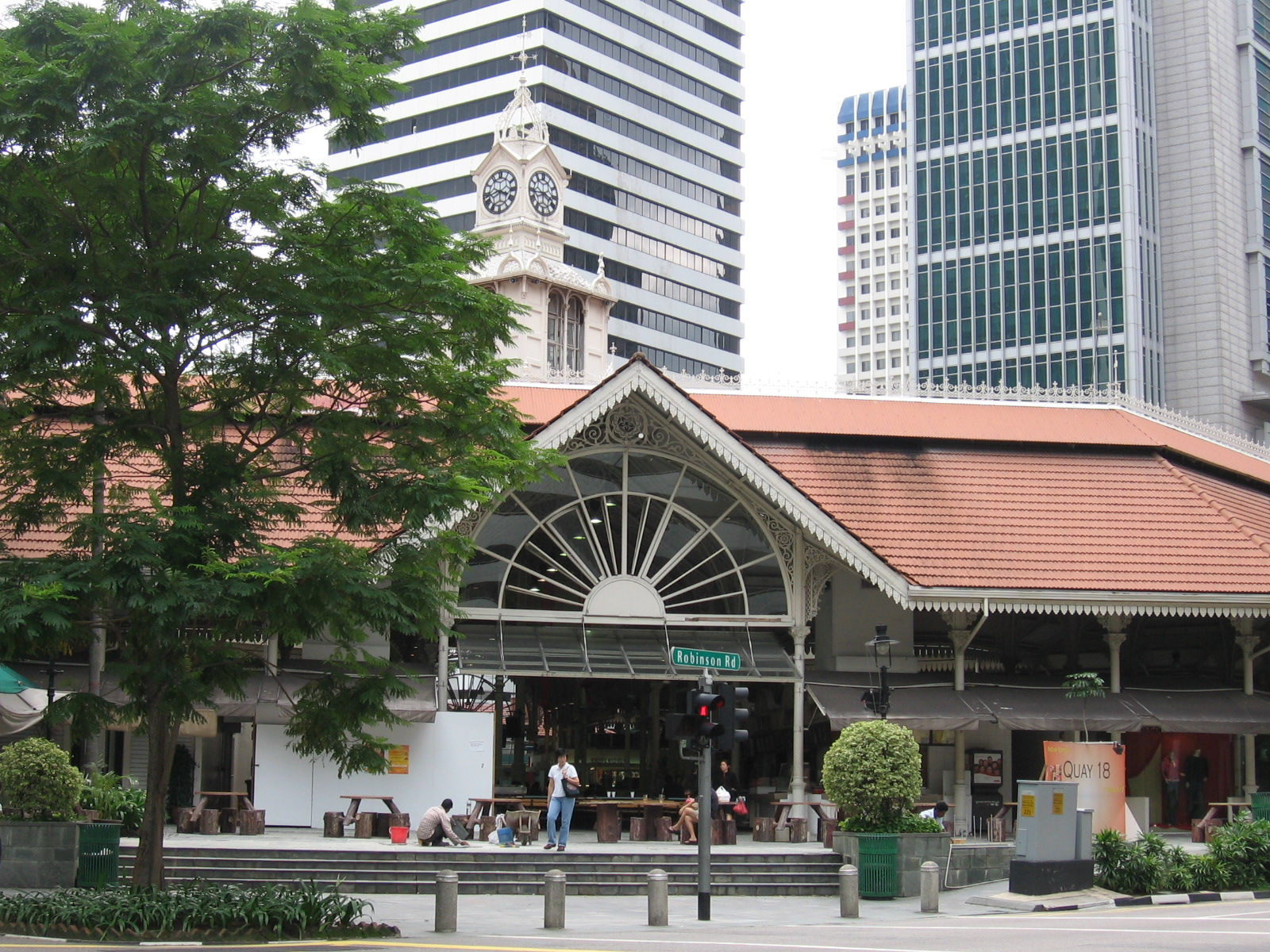
Entrada para Lau Pa Sat